# Lisa Christina Nemec

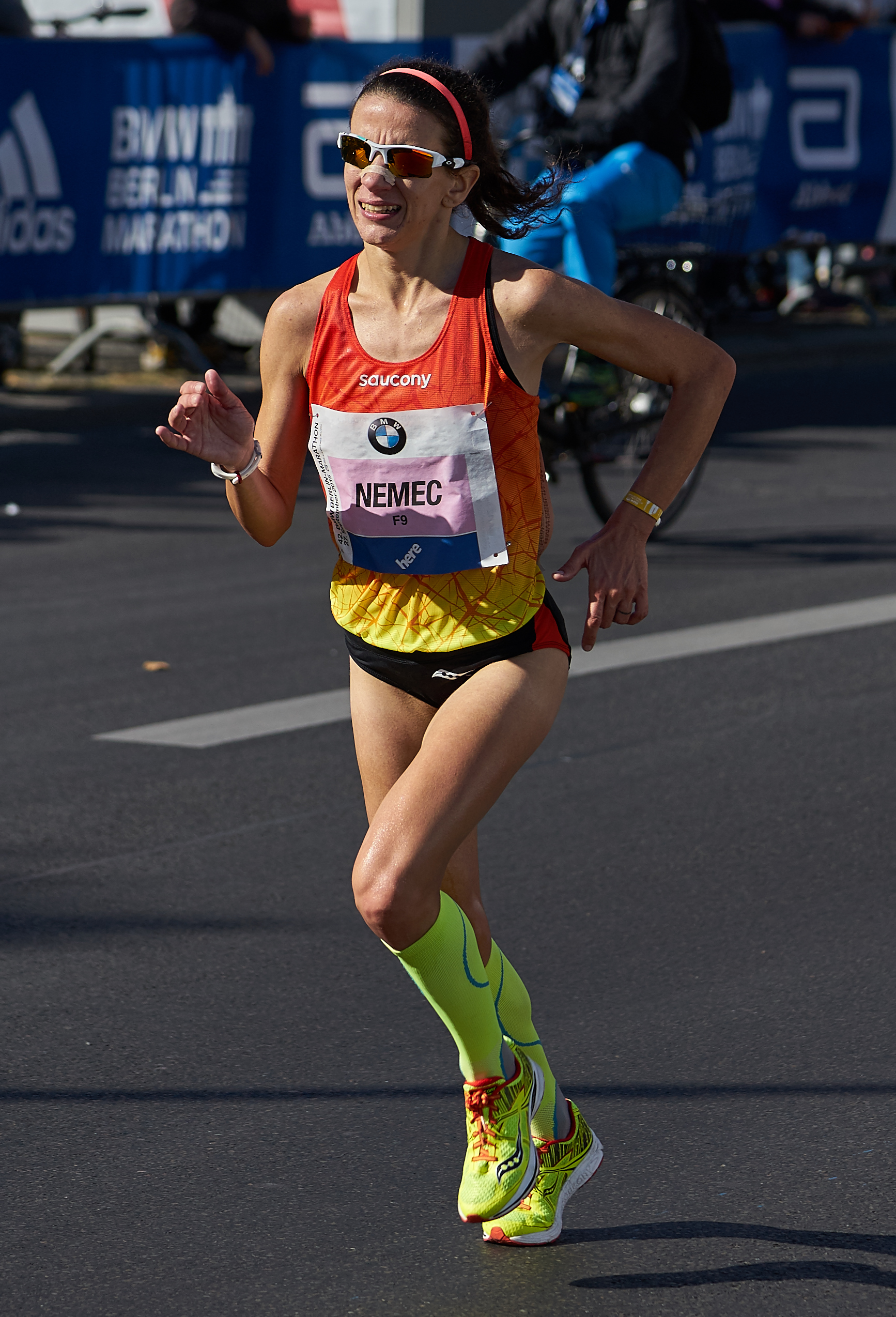
Lisa Christina Stublić 2015 beim Berlin-Marathon

Lisa Christina Nemec, geborene Lisa Christina Stublić (* 18. Mai 1984 in Waterbury, Connecticut), ist eine kroatische Langstreckenläuferin.
Die Tochter eines kroatischen Vaters und einer US-amerikanischen Mutter wurde in den Vereinigten Staaten geboren und wuchs dort auf. Mit einem Sportstipendium studierte sie von 2002 bis 2005 Musiktheorie an der Columbia University.
2008 zog sie nach Kroatien, um die Sprache ihres Vaters zu lernen, und fand bald mit Slavko Petrović einen Trainer, der sie überredete, von ihrer bisherigen Spezialdisziplin, dem Hindernislauf, zum Straßenlauf zu wechseln. 2009 wurde sie Dritte beim Vidovdan-Lauf und blieb mit 33:57 min nur eine Sekunde über dem Landesrekord über 10 km. Zudem stellte sie am 1. Juni 2009 in Ljubljana mit einer Zeit von 10:09,56 Minuten einen neuen kroatischen Rekord im 3000-Meter-Hindernislauf auf. Dieser wurde im Jahr 2018 von Kristina Hendel verbessert.
2010 stellte sie als Zweite bei Kärnten läuft mit 1:14:42 h einen nationalen Rekord im Halbmarathon auf. Ein weiterer kroatischer Rekord folgte kurz danach bei ihrem Debüt über die 42,195-km-Distanz: Beim Berlin-Marathon 2010 wurde sie Neunte in 2:33:42 h.
2011 verbesserte sie über beide Distanzen ihre Rekorde mit einem vierten Platz beim CPC Loop Den Haag und einem Sieg beim Linz-Marathon. Beim Marathon der Leichtathletik-Weltmeisterschaften in Daegu kam sie auf den 27. Platz.
Lisa Christina Nemec startete für den Atletski Klub Zagreb Ulix.
2016 gab die IAAF bekannt, dass im Oktober 2015 genommene Dopingproben positiv waren und verhängte über Lisa Nemec eine Sperre für vier Jahre.

## Persönliche Bestzeiten
- 5000 m: 16:08,33 min, 30. Juli 2011, Zagreb (nationaler Rekord)
- 10.000 m: 34:19,88 min, 31. März 2006, Palo Alto
- 10-km-Straßenlauf: 33:57 min, Brčko
- Halbmarathon: 1:14:15 h, 13. März 2011, Den Haag (nationaler Rekord)
- Marathon: 2:25:44 h, 7. April 2013, Zürich (nationaler Rekord)
- 3000 m Hindernis: 10:09,56 min, 1. Juni 2009, Ljubljana